# Pictichromis porphyrea
Pictichromis porphyrea is een straalvinnige vissensoort uit de familie van dwergzeebaarzen (Pseudochromidae). De wetenschappelijke naam van de soort is voor het eerst geldig gepubliceerd in 1974 door Lubbock & Goldman.